# Скрап
Скрап (від англ. Scrap, техн.) — зашлаковані відходи чорних металів, що утворилися під час випускання із плавильних агрегатів, транспортування та розливання чавуну та сталі. Є різновидом шихтового металобрухту (вид №25 за ДСТУ 4121-2002), металевою сировиною. Скрап поділяється на:
Скрап сталевий — скрап, що утворюється у сталеплавильному та сталеливарному виробництві у вигляді дрібних часток, що розбризкуються під час випуску сталі, результати вихлюпувань розплаву під час транспортування і розливання сталі у виливниці, а також, сталь, що застигла на стінках і дні розливного ковша тощо.
Скрап чавунний — залишки чавуну у випускних жолобах і ковшах, крихти, що губляться при розливанні чавуну на розливній машині чи при зливі в міксер, крихти при завантаженні бабок (виливанця) чавуну.